# رفعت ایلگاز
رفعت ایلگاز (ترکی استانبولی: Rıfat Ilgaz) (زاده ۷ مه ۱۹۱۱ - مرگ ۷ ژوئیه ۱۹۹۳) معلم، نویسنده و شاعر ترک بود.

## زندگی‌نامه
او در جیده، در ولایت کاستامونو از امپراتوری عثمانی (ترکیه امروز) متولد شد. ایلگاز یکی از شاعران و نویسندگان معروف و پرطرفدار ترکیه بود که بیش از ۶۰ اثر از خود به جای گذاشته‌است. ایلگاز نوشتن شعر را در دوراه مدرسه آغاز کرد و تبدیل به یکی از نویسندگان پرکار اجتماعی-واقعگرای ادبیات ترکی در قرن بیستم شد. اشعار وی نمونهٔ اصلی از سبک سوسیالیستی-واقع گرایانه است. در حالی که او هرگز عضو هیچ حزب سیاسی نبوده‌است، این واقعیت که او در مورد رنج‌های مردم نوشته‌است، او را در زمرهٔ نویسندگان چپ قرار می‌دهد. همانند دیگر نویسندگان زمان خود، ایلگاز نیز به خاطر یکی از آثارش زندانی شده بود.
او علاوه بر نوشتن، همچنین از مدرسان ادبیات ترکی نیز بوده‌است.
رفعت ایلگاز در ۷ ژوئیه ۱۹۹۳ در استانبول به دلیل نارسایی ریه جان خود را از دست داد. او در گورستان زینجیرلیکپیو به خاک سپرده شد.

## آثار منتخب
- Apartıman Çocukları
- Bacaksız Okulda
- Bacaksız Plajda
- Cart Curt
- Çalış Osman Çiftlik Senin
- Devam
- Don Kişot Istanbul'da
- Garibin Horozu
- Geçmişe Mazi
- Güvercinim Uyur mu?
- Hababam Sınıfı (۱۹۷۵) (دارای اقتباس سینمایی)[۱]
- Hababam Sınıfı Sınıfta Kaldı (۱۹۷۵) (دارای اقتباس سینمایی)[۲]
- Hababam Sınıfı Baskında (دارای اقتباس سینمایی)
- Hababam Sınıfı İcraatın İçinde
- Hababam Sınıfı Uyanıyor
- Hoca Nasrettin Ve Çömezleri
- Karadeniz'in Kıyıcığında
- Karartma Geceleri (۱۹۹۰) (دارای اقتباس سینمایی)[۳]
- Kırk Yıl Once Kırk Yıl Sonra
- Kulağımız Kirişte
- Nerde Kalmıştık
- Nerde O Eski Usturalar
- Ocak Katırı Alagöz
- Öksüz Civciv
- Pijamalılar
- Radarın Anahtarı
- Rüşvetin Alamancası
- Sarı Yazma
- Sınıf
- Soluk Soluğa/Karakılçık/Uzak Değil
- Sosyal Kadınlar Partisi
- Şeker Kutusu
- Üsküdar'da Sabah Oldu
- Yarenlik
- Yaşadıkça
- Yıldız Karayel
- Yokuş Yukarı